# Synagoga w Białym Borze
Synagoga w Białym Borze – synagoga znajdowała się w Białym Borze, przy ul. Nadrzecznej (do 1945 roku Fliestraße).

## Historia
Synagoga została wzniesiona około 1842 roku. W 1900 roku w wyniku wystąpień antysemickich w mieście zdewastowana. Zniszczona w czasie nocy kryształowej w 1938 roku. Obecnie w miejscu synagogi znajduje się park (działka nr 134).

## Architektura
Budowla niewielka, parterowa o konstrukcji szachulcowej, nakryta dachem dwuspadowym, na planie prostokąta.